# Большой листонос
Большой листонос, или гигантский лжевампир, или ложный вампир, или большой вампир (лат. Vampyrum spectrum) — рукокрылое млекопитающее семейства листоносых летучих мышей. Единственный представитель рода Vampyrum. Самая крупная летучая мышь на американском континенте.
Длина тела от 12,5 до 13,5 см, масса тела 145—190 г. Размах крыльев от 60 до 91,5 см. Мех довольно короткий и тонкий, сверху красновато-коричневого цвета, снизу немного бледнее. Уши большие и округлые. Хвост отсутствует. Морда вытянутая с большим носом, зубы сильные.
Вид распространён в Центральной и Южной Америке от юга Мексики до Перу и центральной Бразилии. Обитает обычно в низменных, вечнозелёных лесах, иногда в туманных, лиственных лесах или болотистой местности.
Плотоядный, ест птиц и мелких млекопитающих (иногда земноводных и пресмыкающихся) массой от 20 до 150 граммов. Живут в группах от 1 до 5 особей в дуплах деревьев. Группы обычно состоят из пары взрослых и их потомства, которые висят плотно прижавшись вместе. Активность начинается в сумерках. Обычно рождается один детёныш в год. Мать обычно очень внимательная и нежная со своим потомством. Пары могут жить вместе всю жизнь. Естественные хищники: древесные змеи, коати, кошки рода Leopardus, совы. В неволе живёт до 5,5 лет.

## В массовой культуре
В цикле книг Кеннета Оппеля «Серебряное крыло» враг главного героя Гот и его сородичи — представители этого вида. Их жизнь показана как подобие жизни и ритуалов индейцев ацтеков, в том числе с ритуалами жертвоприношения летучих мышей других видов и сов.